# Ваља Рече (Муреш)
Ваља Рече (рум. Valea Rece) насеље је у Румунији у округу Муреш у општини Банд. Oпштина се налази на надморској висини од 302 m.

## Становништво
Према подацима из 2002. године у насељу је живело 297 становника.

### Попис2002.
| Расподела становништва по националности 2002.‍ | Расподела становништва по националности 2002.‍ | Расподела становништва по националности 2002.‍ | Расподела становништва по националности 2002.‍ | Расподела становништва по националности 2002.‍ |
| --------------------------------------------- | --------------------------------------------- | --------------------------------------------- | --------------------------------------------- | --------------------------------------------- |
|                                               |                                               |                                               |                                               |                                               |
| Румуни                                        | Румуни                                        |                                               | 254                                           | 85,5%                                         |
| Мађари                                        | Мађари                                        |                                               | 43                                            | 14,5%                                         |